# ODTÜ Falcons 2019
Questa voce raccoglie le informazioni riguardanti gli ODTÜ Falcons nelle competizioni ufficiali della stagione 2019.

## 1. Lig 2019

### Stagione regolare
| Eskişehir 6 aprile 2019, ore 19:30 | Anadolu Rangers | 8 – 19 | ODTÜ Falcons | Muttalip Spor Kompleksi\| Arbitro: \| Çelik \| |
| Arbitro:                           | Çelik           |        |              |                                                |

| Ankara 20 aprile 2019 | ODTÜ Falcons | 7 – 10 | Boğaziçi Sultans | ODTÜ Sahası |

| Istanbul 5 maggio 2019 | Koç Rams | 33 – 23 | ODTÜ Falcons | Koç Üniversitesi Korumalı Futbol Sahası |

| Ankara 12 maggio 2019 | ODTÜ Falcons | 48 – 7 | Uludağ Timsahlar | ODTÜ Sahası |

| Ankara 26 maggio 2019 | Gazi Warriors | 12 – 19 | ODTÜ Falcons |  |

| Ankara 2 giugno 2019 | ODTÜ Falcons | 40 – 20 | ITÜ Hornets | ODTÜ Sahası |

| Sakarya 16 giugno 2019 | Sakarya Tatankaları | 6 – 19 | ODTÜ Falcons | Sakarya Üni Besyo Stadi |

### Playoff
| 29 giugno 2019 | ODTÜ Falcons | 28 – 26 | Boğaziçi Sultans |  |

| 14 luglio 2019 | Koç Rams | 29 – 19 | ODTÜ Falcons |  |

## Statistiche di squadra
| Competizione      | %Vittorie | In casa | In casa | In casa | In casa | In casa | In casa | In trasferta | In trasferta | In trasferta | In trasferta | In trasferta | In trasferta | Totale | Totale | Totale | Totale | Totale | Totale |
| Competizione      | %Vittorie | G       | V       | N       | P       | Pf      | Ps      | G            | V            | N            | P            | Pf           | Ps           | G      | V      | N      | P      | Pf     | Ps     |
| ----------------- | --------- | ------- | ------- | ------- | ------- | ------- | ------- | ------------ | ------------ | ------------ | ------------ | ------------ | ------------ | ------ | ------ | ------ | ------ | ------ | ------ |
| Stagione regolare | .714      | 3       | 2       | 0       | 1       | 95      | 37      | 4            | 3            | 0            | 1            | 80           | 59           | 7      | 5      | 0      | 2      | 175    | 96     |
| Playoff           | .500      | 1       | 1       | 0       | 0       | 28      | 26      | 1            | 0            | 0            | 1            | 19           | 29           | 2      | 1      | 0      | 1      | 47     | 55     |
| Totale            | .667      | 4       | 3       | 0       | 1       | 123     | 63      | 5            | 3            | 0            | 2            | 99           | 88           | 9      | 6      | 0      | 3      | 222    | 151    |